# Старынкевич, Николай Александрович
Николай Александрович Старынкевич (1783 или 1784 — 1857) — сенатор, писатель и переводчик. Тайный советник

## Биография
Родился в 1783 или 1784 году Шклове, в семье настоятеля Шкловской успенской церкви и преподавателя Шкловского училища Александра Старынкевича. Его братья: Иван и Соломон.
Сначала воспитывался в Шкловском училище, затем учился в Московском университете. На службу поступил 1 октября 1801 года, — в канцелярию главноуправляющего малороссийскими губерниями С. К. Вязмитинова, вместе с которым он 5 марта 1802 года перешёл в военную коллегию; 3 февраля 1803 года он определился в департамент министерства юстиции. В октябре 1805 года он был командирован за границу в составе походной канцелярии H. Н. Новосильцова. В 1809 году Старынкевич перешёл на службу в департамент министерства юстиции и 20 февраля 1810 года был назначен правителем канцелярии белорусского военного губернатора герцога Александра Вюртембергского; в этой должности ему пришлось много бороться с различными злоупотреблениями чиновников в Белорусском крае; особенной энергии потребовало дело о неправильном распределении налогов в Витебской губернии.
Во время Отечественной войны 1812 года Н. А. Старынкевич был директором канцелярии главнокомандующих 2-й западной армией, кн. П. И. Багратиона и гр. М. А. Милорадовича, а с 25 декабря 1812 по 17 августа 1813 г. находился в главном штабе М. И. Голенищева-Кутузова и Барклая де-Толли; кроме того он состоял при интенданте всех армий Г. Н. Рахманове и заменял заболевшего генерала Маевского при докладах у князя Волконского в действующей армии в Дрездене. По окончании военных действий, Старынкевич в 1815 году был причислен к военному министерству и отправлен в Париж, в распоряжение графа Воронцова. Этим назначением он воспользовался прежде всего для восстановления своего здоровья, значительно расшатанного непрерывными походами, а затем занялся изучением ланкастерской системы обучения чтению, увлекся ею и делал попытки применить её к русскому языку, для чего им были составлены соответственные таблицы. Впрочем, увлечение это вскоре было оставлено, после долгих бесед с посетившим его в Париже Н. И. Гречем. Там же Старынкевич довольно близко сошёлся с графом Михаилом Орловым, против которого позже возникло дело о измене; на основании своего знакомства с ним Старынкевич сделал важные показания в его пользу, заявив, что Орлов в это время (1815—1817 гг.) совсем удалился от политики, интересовался искусством, сам бывал только у немногих высокопоставленных русских, живших в Париже, и что он, Старынкевич, видел в Орлове лишь «чувство живейшей преданности к особе Его Величества и не только не приметил замыслов ко вреду престола и отечества, но не открыл и помышления о том».
Из Парижа Старынкевич переселился в Аахен, где одно время находился в настолько печальных денежных обстоятельствах, что его квартирная хозяйка за долги задержала его бумаги и в их числе рукопись ещё нигде не напечатанной комедии Фонвизина, о сохранении которой очень заботился А. И. Тургенев; в письмах к В. Жуковскому последний говорит, что в этой комедии содержался род пророчества о французской революции, а князь Вяземский называет эту комедию «Гофмейстер». С 1819 года Старынкевич был временно в отставке, но не переставал интересоваться делами, поддерживал служебные связи и принимал иногда даже участие в разработке разных вопросов, например, в составлении державшегося в большом секрете доклада графа Берга о закрытии монастырей в Царстве Польском. Вновь поступил на службу он 5 октября 1825 года и некоторое время состоял в распоряжении графа Новосильцева, занимавшего пост делегата русского правительства при совете управления Царства Польского, а затем, с 13 декабря 1831 по 10 декабря 1834 года, был правителем канцелярии варшавского верховного суда, «учрежденного для суждения изъятых из всепрощения подданных в Царстве». С закрытием этого суда Старынкевич был назначен членом правительственной комиссии юстиции Царства Польского и в 1838 году произведён в действительные статские советники.
В феврале 1843 года он был назначен членом варшавских департаментов сената; 2 июля 1843 года произведён в тайные советники; 2 июня 1844 года назначен сенатором. К 1852 году он был уже кавалером орденов Св. Анны и Св. Станислава 1-х степеней.
Литературная деятельность Старынкевича выражается сотрудничеством его в двух периодических изданиях: журнале «Любитель словесности» и «Варшавском дневнике». В «Любителе словесности» были напечатаны переведённые им с английского и французского языков несколько незначительных повестей. В «Варшавском дневнике» Старынкевич был одним из главных руководителей и в нём был напечатан ряд статей, касавшихся злободневных вопросов об отношениях русских к Польше. Однако литературную популярность он стяжал прежде всего переводом с французского романа Амалии Они «Отец и дочь, или пагубные следствия обольщения». Этот роман, своими не совсем обычными в то время идеями вызвал большую сенсацию, которую не мог заглушить и его тривиальный эпилог: отступление от общепринятого наказывается. В короткий период книга выдержала два издания (1808 и 1815 гг.), успех для того времени выдающийся, тем более, что доминирующим интересом в эти бурные годы служила политика.
В «Дневнике» графа Граббе под 14 марта 1858 г. имеется любопытная характеристика Старынкевича: 

Η. А. был одним из умнейших людей своего времени, хотя вовсе не многим был известен. Его осторожный, скажу — робкий характер был тому причиною… Всесторонний его ум и дружеская уживчивость были моим наслаждением и, без сомнения, были для меня полезны… Он прошел через разнообразные и нередко тяжкие положения, но практический ум его скоро выводил из них. Он всегда умел сделаться необходимым. Он в разные времена был при Сперанском, Новосильцеве, гоним и посажен в тюрьму цесаревичем Константином Павловичем, в которой его и захватил варшавский мятеж. До взятия Варшавы он оставался в плену. Князь Паскевич, которого он по какому-то случаю учил русской грамоте (и нельзя сказать, чтобы удачно), назначенный наместником Польши, взял его к себе и вывел в сенаторы варшавского департамента, где он играл значительную роль, как замечательный юриспрудент… Удивляясь постоянному разладу его необыкновенного ума с характером, мне случилось сказать ему: «Кабы твою голову на другие плечи, какой бы вышел человек!»
Бутенев в своих воспоминаниях (Русский архив. — 1881. — С. 78.) показал Старынкевича «человеком умным, веселым и неистощимым собеседником, любившим жить в своё удовольствие»". Друзья называли его «бедуином, готовым разделить последнее добро с приятелем, но и опорожнить его кошелек до дна за картами». Автор «Заметок из старой записной книжки» упомянул о нём, как о человеке с изумительною памятью, цитировавшем целые страницы, талантливом собеседнике, редкого ума и даже прозванном «политическим фигаро».
Умер Н. А. Старынкевич 7 (19) ноября 1857 года холостяком, «пережив себя умственно и физически».